# Smilax ampla
Smilax ampla är en enhjärtbladig växtart som beskrevs av Otto Warburg och Kurt Krause. Smilax ampla ingår i släktet Smilax och familjen Smilacaceae. Inga underarter finns listade.